# Doryctes bonariensis
Doryctes bonariensis är en stekelart som beskrevs av Juan Brèthes 1910. Doryctes bonariensis ingår i släktet Doryctes och familjen bracksteklar. Inga underarter finns listade i Catalogue of Life.